# Gynoplistia ngende
Gynoplistia ngende är en tvåvingeart som beskrevs av Günther Theischinger 1993. Gynoplistia ngende ingår i släktet Gynoplistia och familjen småharkrankar. Inga underarter finns listade i Catalogue of Life.